# Wilhelm Basse
Wilhelm Basse (* 9. Juni 1863 in Hannover; † 24. April 1923 ebenda) war ein deutscher Kaufmann und Bankier. Er gründete im 19. Jahrhundert die private Bassebank und war einer „der wichtigsten Mäzene der Kestner-Gesellschaft“.

## Leben

### Familie
Wilhelm Basse war der Sohn des Bankiers August Basse und wurde 1899 Vater des späteren Filmregisseurs und Filmproduzenten Wilfried Basse.

### Werdegang
Wilhelm Basse begann seine kaufmännische Ausbildung in der Großhandlung von Conrad Bühring, wechselte dann in das Bankhaus Heinrich Narjes. Im Anschluss wurde Basse in Bankhäusern sowohl in England als auch in Berlin tätig.
1890 gründete Wilhelm Basse die Bassebank (auch: Bankhaus Basse), das von Anfang an das im Exil weilende hannoversche Königshaus der Welfen zu seinen Kunden zählte.
Wilhelm Basse war Mitglied der Deutsch-Hannoverschen Partei und wurde in den Vorstand des (ehemaligen) Börsenvereins, der als Träger der hannoverschen Börse schon 1845 zu einem allgemeinen Handelsverein erweitert worden war und zu dem „alle Großhändler, Weinhändler, Bankiers, Buchhändler, Spediteure und größeren Fabrikanten der Stadt Hannover, der Vorstädte und des Dorfes Linden“ gehörten.
Darüber hinaus betätigte sich Wilhelm Basse als Förderer des Heimatbundes Niedersachsen.